# Ellingåskeppet

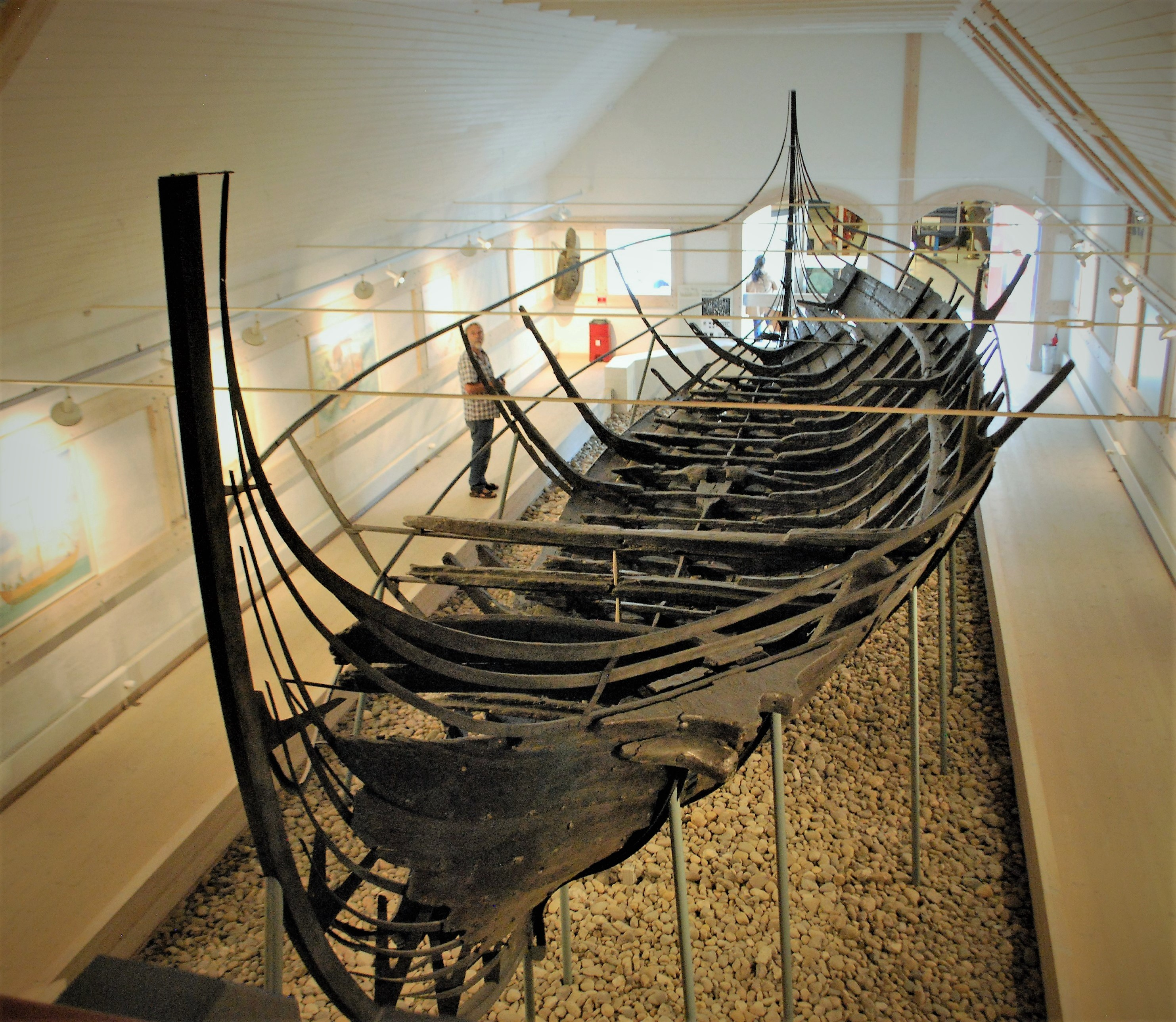
Foto av skeppet, utställt på Bangsbo museum.

Ellingåskeppet är en knarr av medeltida ursprung som upptäcktes 1922 i Elling å.
Skeppet är 14,5 meter långt och 3,5 meter brett och upptäcktes i samband med att Skagensbanen byggdes över ån. Skeppet dokumenterades, men då det inte var från vikingatiden beslutades att det skulle övertäckas igen. Skeppet grävdes upp igen under 1960-talet och är sedan dess bevarat på Bangsbo museum. Skeppet är byggt i ek och har genom dendrokronologi daterats till 1163.